# Lenguas bajofranconias
Las lenguas bajofráncicas o bajofranconias forman un grupo de lenguas pertenecientes a las lenguas bajogermánicas, subdivisión del germánico occidental, formada por lenguas emparentadas con el franconio antiguo.
Comprende lenguas y dialectos como el neerlandés, brabanzón, afrikáans y lenguas criollas de Indonesia y de aquellas zonas del Caribe y de América que fueron colonias neerlandesas. El bajo fráncico está relacionado con el bajo sajón.